# 王晓秋
王晓秋（1942年8月—），男，汉族，江苏海门人，生于上海，中国历史学家，北京大学历史学系教授，中国民主同盟盟员，第九届、十届、十一届全国政协委员。

## 生平
王晓秋1942年生于上海，出身教师家庭。1959年考入北京大学历史学系本科。当时北京大学历史学系为五年制。1964年，王晓秋毕业留校，担任助教。后担任北京大学历史学系教授。
2008年，当选第十一届全国政协委员，代表教育界，分入第四十一组。并担任文史和学习委员会专委。